# Nurfitriyana Saiman
Nurfitriyana Saiman (Yakarta, 7 de marzo de 1962) es una deportista indonesia que compitió en tiro con arco, en la modalidad de arco recurvo.
Participó en tres Juegos Olímpicos de Verano entre los años 1988 y 1996, obteniendo una medalla de plata en Seúl 1988 en la prueba por equipo. Ganó una medalla de bronce en el Campeonato Mundial de Tiro con Arco al Aire Libre de 1995.

## Palmarés internacional
| Juegos Olímpicos                 | Juegos Olímpicos     | Juegos Olímpicos  | Juegos Olímpicos |
| Año                              | Lugar                | Medalla           | Prueba           |
| -------------------------------- | -------------------- | ----------------- | ---------------- |
| 1988                             | Seúl (Corea del Sur) | Medalla de plata  | Equipo           |
| Campeonato Mundial al Aire Libre |                      |                   |                  |
| Año                              | Lugar                | Medalla           | Prueba           |
| 1995                             | Yakarta (Indonesia)  | Medalla de bronce | Equipo           |